# 什努里夫利斯
50°24′25″N 29°28′6″E / 50.40694°N 29.46833°E

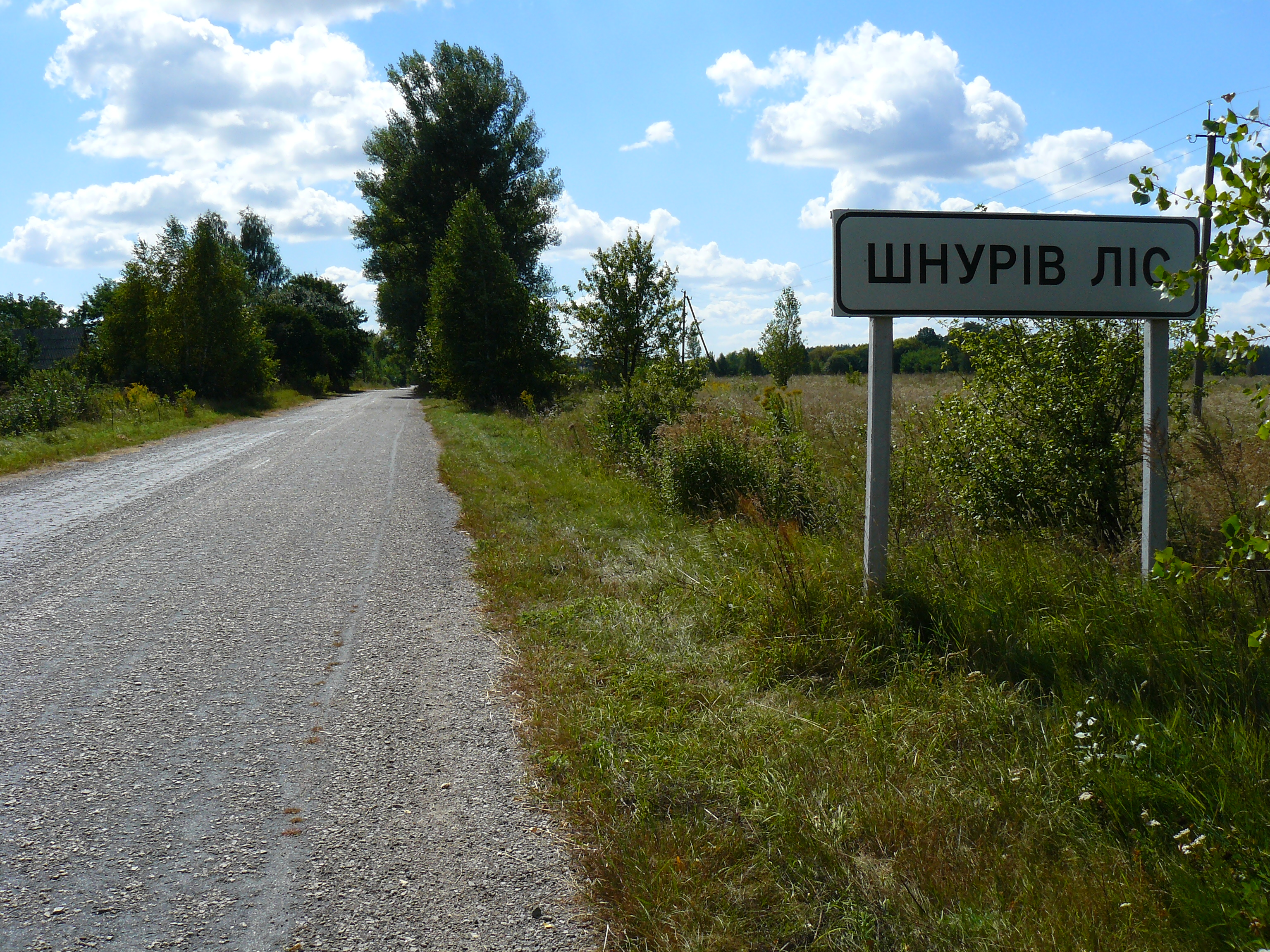

什努里夫利斯（烏克蘭語：Шнурів Ліс）是位於烏克蘭北部的村莊，由基辅州布恰区的馬卡里夫市鎮負責管轄。該村面積0.19平方公里，海拔高度189米，2001年人口23，人口密度每平方公里171.9人。